# Guy Clarkson
George Elliott Clarkson, detto Guy (Toronto, 1º gennaio 1891 – Westminster, 9 ottobre 1974), è stato un hockeista su ghiaccio britannico.

## Palmarès

### Olimpiadi invernali
- Bronzo a Chamonix-Mont-Blanc 1924 nell'hockey su ghiaccio.